# Örevattnet (Ströms socken, Jämtland)
Örevattnet är en sjö i Strömsunds kommun i Jämtland och ingår i Ångermanälvens huvudavrinningsområde. Sjön har en area på 0,164 kvadratkilometer och ligger 466,2 meter över havet. Sjön avvattnas av vattendraget Örevattenbäcken.

## Delavrinningsområde
Örevattnet ingår i det delavrinningsområde (709371-146742) som SMHI kallar för Mynnar i Storbäcken. Medelhöjden är 456 meter över havet och ytan är 8,11 kvadratkilometer. Det finns inga avrinningsområden uppströms utan avrinningsområdet är högsta punkten. Örevattenbäcken som avvattnar avrinningsområdet har biflödesordning 5, vilket innebär att vattnet flödar genom totalt 5 vattendrag innan det når havet efter 215 kilometer. Avrinningsområdet består mestadels av skog (89 procent). Avrinningsområdet har 0,16 kvadratkilometer vattenytor vilket ger det en sjöprocent på 2 procent.